# Sam Cassell
Samuel James Cassell Sr. (18 de novembro de 1969) é um americano técnico de basquete profissional e ex-jogador que atua como assistente do Boston Celtics da National Basketball Association (NBA).
Selecionado pelo Houston Rockets como a 24º escolha geral no Draft da NBA de 1993, Cassell jogou por oito times diferentes durante sua carreira de 15 anos. Na temporada de 2003–04, ele foi selecionado para o All-Star Game e para a Primeira-Equipe All-NBA.
Em suas duas primeiras temporadas, ele ajudou o Houston Rockets a ganhar o bi-campeonato consecutivos e conquistou um terceiro título da NBA com o Boston Celtics em 2008, sua última temporada. Ele também ajudou o Milwaukee Bucks e o Minnesota Timberwolves a chegar às finais da conferência em 2001 e 2004, respectivamente, o último na história da franquia, e ajudou o Los Angeles Clippers a sua primeira vitória nos playoffs em 2006.

## Carreira universitária
Depois de se formar na Paul Lawrence Dunbar Community High School em East Baltimore, Maryland, Cassell passou um ano de pós-graduação no Maine Central Institute em Pittsfield, Maine, sob a orientação do treinador Max Good. Da MCI, Cassell foi recrutado com sucesso para cursar a Universidade DePaul. Ele foi declarado academicamente inelegível com base nos padrões da Proposta 48 da National Collegiate Athletic Association (NCAA) e acabou começando sua carreira universitária no San Jacinto College em Houston, Texas, onde era conhecido como um grande artilheiro. 
Ele mudou-se para a Universidade Estadual da Flórida para seus últimos anos. Em seu último ano em 1992-93, ele teve médias de 18,3 pontos, 4,9 assistências e 4,3 rebotes e liderou a Conferência da Costa Atlântica (ACC) em roubos de bola. Cassell e seu companheiro de equipe, Bob Sura, formaram a quadra de defesa com maior pontuação e rebotes do país, com 38,2 pontos e 10,4 rebotes por jogo. A equipe de Cassell de 1992-93 terminou com um recorde de 25-10 e avançou para a Elite Eight no Torneio da NCAA, onde perdeu para a Universidade de Kentucky.
Em 14 de fevereiro de 2008, em um jogo contra Wake Forest, a camisa de Cassell foi aposentada pela Universidade Estadual da Flórida.

## Carreira como jogador

### Houston Rockets (1993-1996)
Cassell pelo Houston Rockets como a 24º escolha geral no Draft da NBA de 1993. Jogando principalmente como reserva de Kenny Smith, Cassell desenvolveu uma reputação de ser decisivo e geralmente estava em quadra no quarto período dos jogos disputados. Ele foi um contribuidor chave durante os playoff dos Rockets em seu ano de estreia, notavelmente registrando 22 pontos e sete assistências em uma vitória de 7 jogos contra o Phoenix Suns nas semifinais da Conferência Oeste, e marcando 7 pontos nos 32 segundos finais de uma vitória por 93-89 no Jogo 3 das Finais da NBA de 1994 contra o New York Knicks. Os Rockets venceriam o título em sete jogos.
Cassell viu um aumento em seu papel durante seu segundo ano, jogando em todos os 82 jogos daquela temporada. Ele novamente ajudou os Rockets as chegar às finais da NBA pelo segundo ano consecutivo. No Jogo 2 da final contra o Orlando Magic, Cassell marcou 31 pontos. Os Rockets venceram o Magic, dando a Cassell seu segundo título em apenas dois anos na liga.
Em sua terceira temporada, o bicampeão Rockets foi varrido da segunda rodada dos playoffs pelo Seattle SuperSonics. Os minutos e pontuação de Cassell aumentaram em sua terceira temporada, mas ele perdeu 21 jogos devido as lesões. A administração dos Rockets temia que sua janela de ganhar outro título com Olajuwon, Drexler e Smith estivesse fechando, e procurou trocar Cassell por outro jogador de calibre.

### Phoenix Suns (1996)
Após a temporada de 1995-96, ele foi negociado com o Phoenix Suns, junto com Robert Horry, Chucky Brown e Mark Bryant, em troca de Charles Barkley. 
Cassell, que estava em seu último ano de seu contrato de novato, freqüentemente entrava em confronto com o técnico Cotton Fitzsimmons; Fitzsimmons posteriormente renunciou após um inicio de 0-8.
Em 12 de dezembro de 1996, Cassell liderou os Suns em Utah e derrotou o Jazz, que na época estava em uma seqüência de 15 vitórias consecutivas. Cassell marcou 21 pontos na vitória por 95-87. Sob o comando do novo técnico Danny Ainge, os Suns viram uma melhora marcante, com Cassell liderando a equipe com 14,8 pontos por jogo.

### Dallas Mavericks (1996-97)
Em 27 de dezembro de 1996, com apenas 22 jogos na temporada, ele foi negociado com Michael Finley, A. C. Green e uma escolha de segunda rodada do draft para o Dallas Mavericks em troca de Jason Kidd, Tony Dumas e Loren Meyer. Embora Cassell tenha começado a desenvolver química com os Suns e o treinador Ainge, a gerência da equipe sentiu que não poderia perder a oportunidade de trazer Kidd.

### New Jersey Nets (1997–1999)
No meio da temporada de 1996-97, depois de participar de 16 jogos pelos Mavericks, ele foi negociado, junto com Chris Gatling, Jim Jackson, George McCloud e Eric Montross, para o New Jersey Nets em troca de Shawn Bradley, Ed O'Bannon, Robert Pack e Khalid Reeves em 17 de fevereiro de 1997. Os Nets seriam a terceira equipe que Cassell jogou apenas naquela temporada. Durante seu tempo com os Nets, Cassell morou em Teaneck, New Jersey.
Após a temporada, embora tenha considerado uma oferta para retornar a Houston, Cassell decidiu voltar a assinar com os Nets em um contrato de seis anos. Formando um dos backcourts mais potentes da liga com Kerry Kittles, Cassell teve médias de 19,6 pontos, 8 assistências e 1,6 roubos de bola em 34 minutos, e ajudou a levá-los aos playoffs pela primeira vez em quatro anos. No entanto, eles foram varridos por Michael Jordan e o Chicago Bulls na primeira rodada.
Liderados pelo técnico John Calipari, que pressionou o time a negociar pela então re-contratação de Cassell, os Nets eram o favorito na conferência Leste, entrando na temporada de 1998-99. No entanto, Cassell sofreu uma lesão no primeiro jogo da temporada e o Nets começou com um recorde de 3-15.

### Milwaukee Bucks (1999–2003)
Em 11 de março de 1999, Cassell foi novamente negociado em uma troca de três times e oito jogadores que enviou Stephon Marbury para os Nets, Terrell Brandon para o Minnesota Timberwolves e Cassell para o Milwaukee Bucks. Sob comando de seu novo treinador, George Karl, Cassell formou um "Big 3" com Ray Allen e Glenn Robinson.
Em 3 de março de 2001, ele marcou 40 pontos contra o Chicago Bulls. Naquela temporada, depois de derrotar o Orlando Magic e o Charlotte Hornets nas duas primeiras rodadas dos playoffs, ele quase chegou às finais com os Bucks, ficando aquém quando perdeu no Jogo 7 das finais da Conferência Leste para o Philadelphia 76ers. Durante a temporada de 2002-03, ele ultrapassou a marca de 10.000 pontos em sua carreira.
Em 28 de março de 2008, Cassell foi homenageado como um dos 20 maiores jogadores da história do Milwaukee Bucks durante a celebração do 40º aniversário do time.

### Minnesota Timberwolves (2003–2005)
Depois de passar quatro temporadas com os Bucks, ele foi negociado, junto com Ervin Johnson, para o Minnesota Timberwolves em troca de Joe Smith e Anthony Peeler. Cassell desfrutou de sua temporada de maior sucesso como indivíduo naquele ano. Ele teve médias de 19,8 pontos, 7,3 assistências e 1,3 roubos de bola em 35 minutos. Ele foi nomeado para a Segunda-Equipe All-NBA e foi chamado para o All-Star Game da NBA de 2004. Cassell, Latrell Sprewell e Kevin Garnett formaram o que foi amplamente considerado o melhor trio da NBA naquela temporada, passando por potências da Conferência Oeste como o Sacramento Kings, Dallas Mavericks, San Antonio Spurs e Los Angeles Lakers para garantir a melhor campanha na Conferência Oeste com um recorde de 58-24.
Cassell fez sua estreia nos playoffs com os Timberwolves marcando 40 pontos, o recorde de pontos da franquia nos playoffs, em uma vitória contra o Denver Nuggets. Minnesota venceria a série em cinco jogos. Eles enfrentaram o Sacramento Kings na próxima rodada, com Cassell novamente fazendo 40 pontos na abertura da série. Uma série de pontos nos finais dos jogos de Cassell ajudou os Timberwolves a derrotar os Kings em sete jogos. Cassell, no entanto, sofreu uma lesão nas costas que o limitou nas finais da Conferência Oeste contra os Lakers. Os Lakers acabaram vencendo em seis jogos.
Na temporada seguinte, os Timberwolves terminaram com um recorde de 44-38, perdendo os playoffs por um jogo. Cassell, que jogou em apenas 59 jogos naquela temporada devido a lesões, expressou sua frustração com a demissão de Flip Saunders no meio da temporada e por não ter recebido a oferta de uma prorrogação do contrato.

### Los Angeles Clippers (2005–2008)

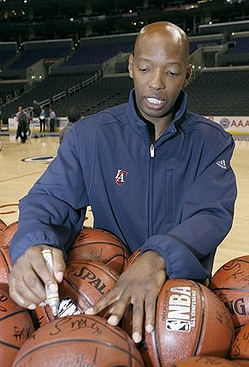
Cassell assinando bolas de basquete como jogador dos Clippers

Após a temporada de 2004-05, os Timberwolves trocaram Cassell e uma escolha de primeira rodada para o Los Angeles Clippers em troca de Marko Jarić e Lionel Chalmers. A troca é amplamente considerado uma das mais desequilibrados de todos os tempos da NBA; Chalmers nunca jogou outra partida na NBA e Jaric foi negociado após três temporadas improdutivas. Enquanto isso, Cassell levou os Clippers à temporada de maior sucesso na época e a escolha do draft de Minnesota foi usada pelos Clippers como parte da troca de Chris Paul. Os Timberwolves não se qualificariam para a pós-temporada novamente até 2018.
Cassell parecia ter encontrado uma casa com os Clippers, enquanto ajudava a levá-los de volta aos playoffs pela primeira vez desde 1997, com o melhor registro da história da equipe em 47-35. Desde que a equipe se mudou para a Califórnia em 1978, eles haviam compilado apenas três temporadas de vitórias. Na primeira rodada dos playoffs, eles venceram o Denver Nuggets em cinco jogos, mas cairiam para o Phoenix Suns em sete jogos nas semifinais da Conferência. Entre sua mudança para a Califórnia em 1978 e a chegada de Chris Paul em 2011, este seria o único ano em que os Clippers venceram uma série de playoffs.
Antes da temporada de 2006-07, Cassell recebeu uma oferta de dois anos e US $ 15 milhões do Atlanta Hawks, mas acabou reassinando com os Clippers em um acordo de dois anos e US $ 13 milhões. Cassell lutou contra lesões naquela temporada e os Clippers perderam os playoffs por dois jogos.
Com Elton Brand, Shaun Livingston, Chris Kaman e outros sofrendo lesões graves, os Clippers começaram a se reconstruir ao longo da temporada de 2007-08. Embora Cassell estivesse inicialmente relutante em discutir a saída dos Clippers, ele finalmente decidiu ouvir outras ofertas. Em 28 de fevereiro de 2008, os Clippers chegaram a um acordo de compra contratual com Cassell e o colocaram em isenções. De acordo com o acordo, Cassell recebeu metade de seu salário restante, cerca de US $ 850.000.

### Boston Celtics (2008–2009)

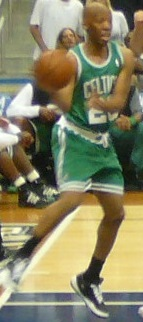
Cassell passando a bola no Jogo 4 dos Playoffs da NBA de 2008 contra o Atlanta Hawks.

Cassell se tornou um agente livre irrestrito em 3 de março de 2008. Embora o Dallas Mavericks, Denver Nuggets e Phoenix Suns estivessem interessados em seus serviços, ele estava fortemente ligado a uma mudança para o Boston Celtics. Em 1º de março de 2008, o agente de Cassell, David Falk, confirmou que Cassell assinaria um contrato com os Celtics pelo restante da temporada por US $ 1,2 milhão. Ele anunciou que usaria o nº 28.
De acordo com seu agente, Cassell havia assinado um contrato com o Celtics em 3 de março de 2008, mas a assinatura estava pendente de um anúncio oficial da liga. Sua chegada foi atrasada devido a um falecimento de sua família. Em 4 de março de 2008, Cassell assinou oficialmente com os Celtics, mas imediatamente voou de volta para sua cidade natal, Baltimore, para comparecer ao funeral de seu falecido membro da família. Ele fez sua estreia contra o Philadelphia 76ers em 10 de março de 2008. Em Boston, Cassell se reuniu com os ex-companheiros de equipe, Kevin Garnett e Ray Allen. 
Em 17 de março de 2008, Cassell teve um desempenho de destaque em uma partida do Dia de São Patrício contra o San Antonio Spurs, quando liderou a equipe de um déficit de 22 pontos para uma vitória de 2 pontos, marcando 17 pontos.
Cassell, junto com Eddie House, James Posey, P.J. Brown e Leon Powe, deu aos Celtics indiscutivelmente o melhor banco da NBA naquela temporada. Eles ajudaram os Celtics a terminar com um recorde de 66-16 no caminho para as finais da NBA. Os Celtics derrotou os Lakers por 4–2, com o banco dos Celtics vencendo o Lakers em cinco dos seis jogos. A vitória deu a Cassell seu terceiro título, que também seria o último jogo que disputaria.
Durante a temporada de 2008-09, Cassell serviu como assistente não oficial do técnico Doc Rivers; embora ele não tenha jogado em nenhum jogo, ele ainda estava oficialmente listado como um jogador ativo. Em 17 de fevereiro de 2009, Cassell foi negociado com o Sacramento Kings por uma escolha condicional de segunda rodada no Draft de 2015. A mudança foi feita estritamente para fins de teto salarial e Cassell não era esperado para jogar pelos Kings. Um dia depois, Sacramento o dispensou.
Cassell era elegível para assinar novamente com Boston ou outro candidato, mas optou por ficar de fora até o final da temporada e anunciou sua aposentadoria em maio de 2009. Em 2015, Paul Pierce afirmou que sentia que ele, Garnett e Cassell foram os verdadeiros "Big 3" da equipe campeã dos Celtics de 2008.

## Carreira como treinador

### Washington Wizards

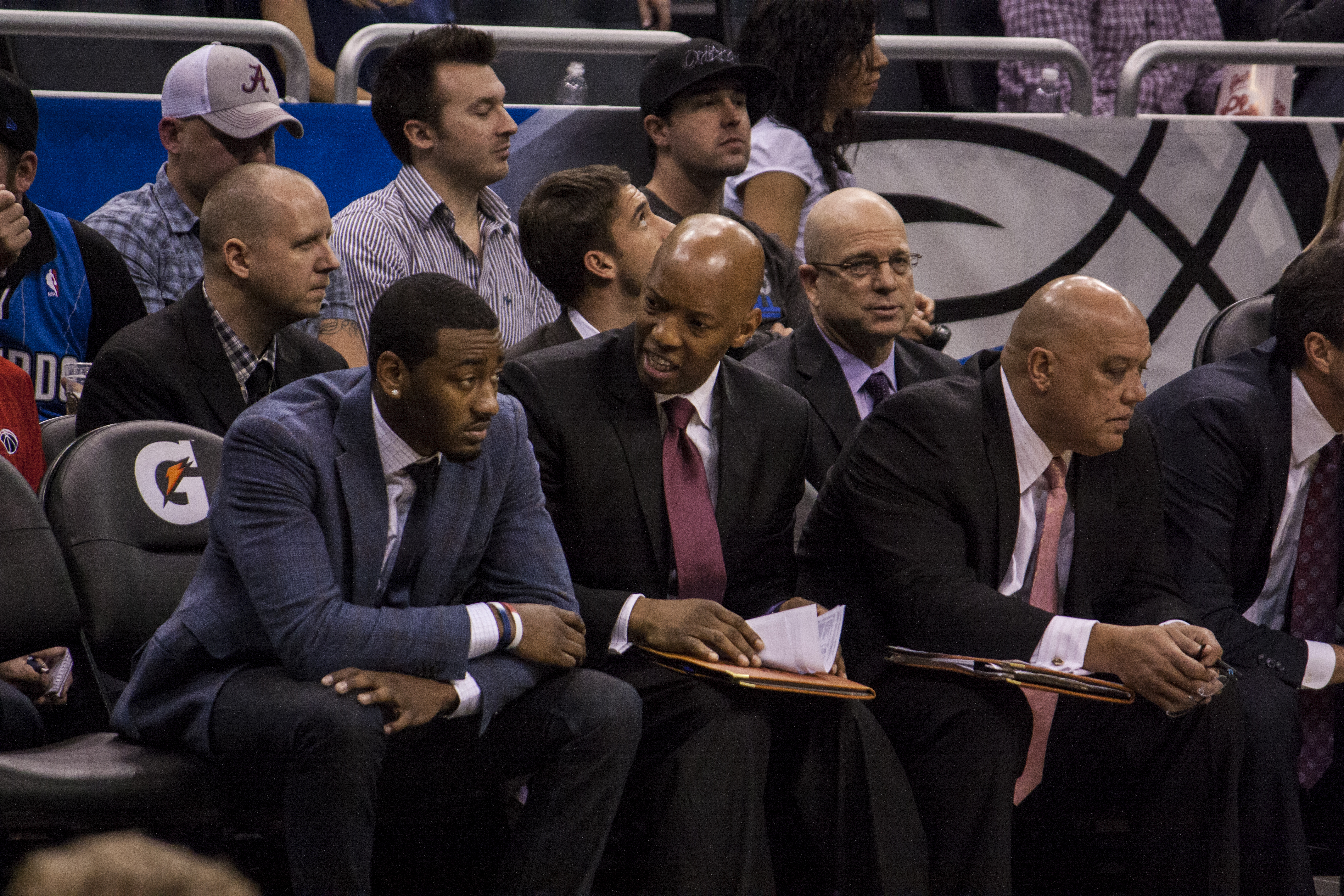
Cassell falando com John Wall.

Em 21 de maio de 2009, Cassell foi nomeado treinador assistente do Washington Wizards, juntando-se a Flip Saunders, que era seu treinador em Minnesota. John Wall, que foi escolhido como a primeira escolha geral pelos Wizards em 2010, credita a Cassell por seu desenvolvimento como um dos principais armadores da NBA e a liderança durante a aparição da equipe nas semifinais da Conferência Leste em 2014 - sua primeira vitória na série de playoffs desde 2005.
Durante a entressafra de 2014, o ex-companheiro de equipe de Cassell, Paul Pierce, assinou com os Wizards e admitiu que tomou a decisão depois de falar com ele.

### Los Angeles Clippers
Depois de cinco temporadas com os Wizards, Cassell foi contratado pelo Los Angeles Clippers em 29 de setembro de 2014, para se juntar à equipe de Doc Rivers como treinador assistente.

### Philadelphia 76ers
Em 9 de novembro de 2020, o Philadelphia 76ers contratou Cassell como treinador assistente de Doc Rivers.

### Boston Celtics
Em 4 de junho de 2023, o Boston Celtics contratou Cassell como assistente técnico de Joe Mazzulla.

## Mídia
Cassell apareceu na série NBA Fundamentals da TNT, na qual jogadores de basquete descrevem certos aspectos do jogo. Ele foi escolhido para ilustrar o "jogo de médio alcance", ou seja, arremessar ao redor da linha de lance livre. Ele admira os jogadores aposentados da NBA, Terrell Brandon e Jeff Hornacek, dois prolíficos atiradores de médio alcance a partir dos quais ele modelou seu jogo.

## Vida pessoal
Seu filho, Sam Cassell Jr., jogou pelo Iona College. Cassell Jr. também jogou e obteve seus diplomas de associado e bacharelado no Chipola College e na Universidade de Connecticut, respectivamente. Em 2017, Cassell Jr. foi contratado pelo time da Summer League do Cleveland Cavaliers.

## Estatisticas da NBA

### Temporada regular
| Ano      | Equipe        | PJ  | PT  | MPJ  | AP   | 3P   | LL   | RT  | AS  | BR  | TO | PPJ  |
| -------- | ------------- | --- | --- | ---- | ---- | ---- | ---- | --- | --- | --- | -- | ---- |
| 1993–94  | Houston       | 66  | 6   | 17.0 | .418 | .295 | .841 | 2.0 | 2.9 | .9  | .1 | 6.7  |
| 1994–95  | Houston       | 82  | 1   | 23.0 | .427 | .330 | .843 | 2.6 | 4.9 | 1.1 | .2 | 9.5  |
| 1995–96  | Houston       | 61  | 0   | 27.6 | .439 | .348 | .825 | 3.1 | 4.6 | .9  | .1 | 14.5 |
| 1996–97  | Phoenix       | 22  | 9   | 24.5 | .415 | .306 | .855 | 2.3 | 4.5 | 1.0 | .3 | 14.8 |
| 1996–97  | Dallas        | 16  | 13  | 24.9 | .424 | .306 | .840 | 3.1 | 3.6 | 1.1 | .4 | 12.3 |
| 1996–97  | New Jersey    | 23  | 22  | 33.8 | .443 | .392 | .831 | 3.6 | 6.5 | 1.6 | .3 | 19.3 |
| 1997–98  | New Jersey    | 75  | 72  | 34.7 | .441 | .188 | .860 | 3.0 | 8.0 | 1.6 | .3 | 19.6 |
| 1998–99  | New Jersey    | 4   | 3   | 25.0 | .429 | .143 | .935 | 1.5 | 4.8 | .8  | .0 | 18.0 |
| 1998–99  | Milwaukee     | 4   | 0   | 24.8 | .409 | .333 | .947 | 2.3 | 4.3 | 1.5 | .0 | 13.8 |
| 1999–00  | Milwaukee     | 81  | 81  | 35.8 | .466 | .289 | .876 | 3.7 | 9.0 | 1.3 | .1 | 18.6 |
| 2000–01  | Milwaukee     | 76  | 75  | 35.6 | .474 | .306 | .858 | 3.9 | 7.6 | 1.2 | .1 | 18.2 |
| 2001–02  | Milwaukee     | 74  | 73  | 35.2 | .463 | .348 | .860 | 4.2 | 6.7 | 1.2 | .2 | 19.7 |
| 2002–03  | Milwaukee     | 78  | 77  | 34.6 | .470 | .362 | .861 | 4.4 | 5.8 | 1.1 | .2 | 19.7 |
| 2003–04  | Minnesota     | 81  | 81  | 35.0 | .488 | .398 | .873 | 3.3 | 7.3 | 1.3 | .2 | 19.8 |
| 2004–05  | Minnesota     | 59  | 38  | 25.8 | .464 | .262 | .865 | 2.7 | 5.1 | .6  | .2 | 13.5 |
| 2005–06  | L.A. Clippers | 78  | 75  | 34.0 | .443 | .368 | .863 | 3.7 | 6.3 | .9  | .1 | 17.2 |
| 2006–07  | L.A. Clippers | 58  | 30  | 24.3 | .418 | .294 | .879 | 2.9 | 4.7 | .5  | .1 | 12.3 |
| 2007–08  | L.A. Clippers | 38  | 33  | 25.7 | .455 | .259 | .891 | 2.8 | 4.7 | .7  | .1 | 12.8 |
| 2007–08  | Boston        | 17  | 1   | 17.6 | .385 | .409 | .840 | 1.8 | 2.1 | .5  | .2 | 7.6  |
| Carreira | Carreira      | 993 | 690 | 28.3 | .440 | .312 | .865 | 2.9 | 5.4 | 1.0 | .1 | 15.1 |
| All-Star | All-Star      | 1   | 0   | 13.0 | .667 | .000 | .000 | 1.0 | 7.0 | 1.0 | .0 | 4.0  |

### Playoffs
| Ano      | Equipe        | PJ  | PT | MPJ  | AP   | 3P   | LL   | RT  | AS  | BR  | TO | PPJ  |
| -------- | ------------- | --- | -- | ---- | ---- | ---- | ---- | --- | --- | --- | -- | ---- |
| 1994†    | Houston       | 22  | 0  | 21.7 | .394 | .378 | .865 | 2.7 | 4.2 | 1.0 | .2 | 9.4  |
| 1995†    | Houston       | 22  | 0  | 22.0 | .438 | .400 | .835 | 1.9 | 4.0 | 1.0 | .1 | 11.0 |
| 1996     | Houston       | 8   | 0  | 25.8 | .321 | .276 | .793 | 2.1 | 4.3 | .8  | .1 | 10.4 |
| 1998     | New Jersey    | 3   | 1  | 8.7  | .333 | .000 | .000 | 1.0 | 1.7 | .0  | .3 | 2.0  |
| 1999     | Milwaukee     | 3   | 3  | 34.0 | .500 | .000 | .875 | 2.0 | 8.7 | 1.0 | .0 | 15.3 |
| 2000     | Milwaukee     | 5   | 5  | 35.6 | .417 | .200 | .857 | 3.4 | 9.0 | .8  | .0 | 15.8 |
| 2001     | Milwaukee     | 18  | 18 | 37.9 | .396 | .333 | .866 | 4.6 | 6.7 | 1.1 | .2 | 17.4 |
| 2003     | Milwaukee     | 6   | 6  | 36.2 | .470 | .524 | .933 | 3.2 | 2.7 | .5  | .2 | 17.2 |
| 2004     | Minnesota     | 16  | 15 | 31.1 | .465 | .417 | .852 | 2.5 | 4.4 | .8  | .2 | 16.6 |
| 2006     | L.A. Clippers | 12  | 12 | 33.7 | .437 | .349 | .809 | 4.0 | 5.8 | .7  | .2 | 18.0 |
| 2008†    | Boston        | 21  | 0  | 12.6 | .333 | .214 | .824 | .7  | 1.2 | .4  | .0 | 4.5  |
| Carreira | Carreira      | 136 | 60 | 27.2 | .409 | .280 | .773 | 2.5 | 4.7 | .7  | .1 | 12.5 |